# Speedway (película)
Speedway (Lit. "Pista de carreras") en Argentina también llamada "Curva peligrosa" y en otros países "A todo escape"  es una película del género comedia musical norteamericana de 1968 protagonizada por Elvis Presley en el rol de un corredor de autos de carreras, y Nancy Sinatra en el que sería su último papel como actriz, quien encarna al interés romántico de Elvis en la ficción. 

## Sinopsis
Steve Grayson (Presley) es un generoso piloto de carreras de NASCAR con un corazón de oro que se siente obligado a sacar a sus amigos y conocidos de sus dificultades financieras. Sin embargo, el mánager y mejor amigo de Steve, Kenny Donford (Bill Bixby), un jugador compulsivo, había estado administrando mal las ganancias de Steve para sustentar sus perjudiciales hábitos de juego, lo que le metió a Steve en serios problemas con el IRS  por falta de pago de impuestos atrasados y provocó que muchas de las valiosas posesiones de Steve fueran embargadas. Esto resulta ser un problema para Steve en sus esfuerzos por continuar compitiendo de manera competitiva y apoyar a quienes dependen de su intensa generosidad.
Aparece entonces  Susan Jacks (Sinatra), una agente del IRS asignada para vigilar a Steve y aplicar el futuro premio en dinero en efectivo para  su deuda de 150.000 dólares, pero ella también termina teniendo un interés romántico en él. Tanto Steve como Susan también tienen en común su afinidad por el canto, lo que se suma finalmente a que ambos logren establecer un vínculo más íntimo.

## Protagonistas
- Elvis Presley como Steve Grayson
- Nancy Sinatra como Susan Jacks
- Bill Bixby como Kenny Donford
- Gale Gordon como R. W. Hepworth
- William Schallert como Abel Esterlake
- Victoria Paige Meyerink como Ellie Esterlake
- Carl Ballantine como Birdie Kebner[5]
- Ross Hagen como Paul Dado
- Charlotte Considine como Lori
- Sandy Reed como Speedway Announcer

## Producción

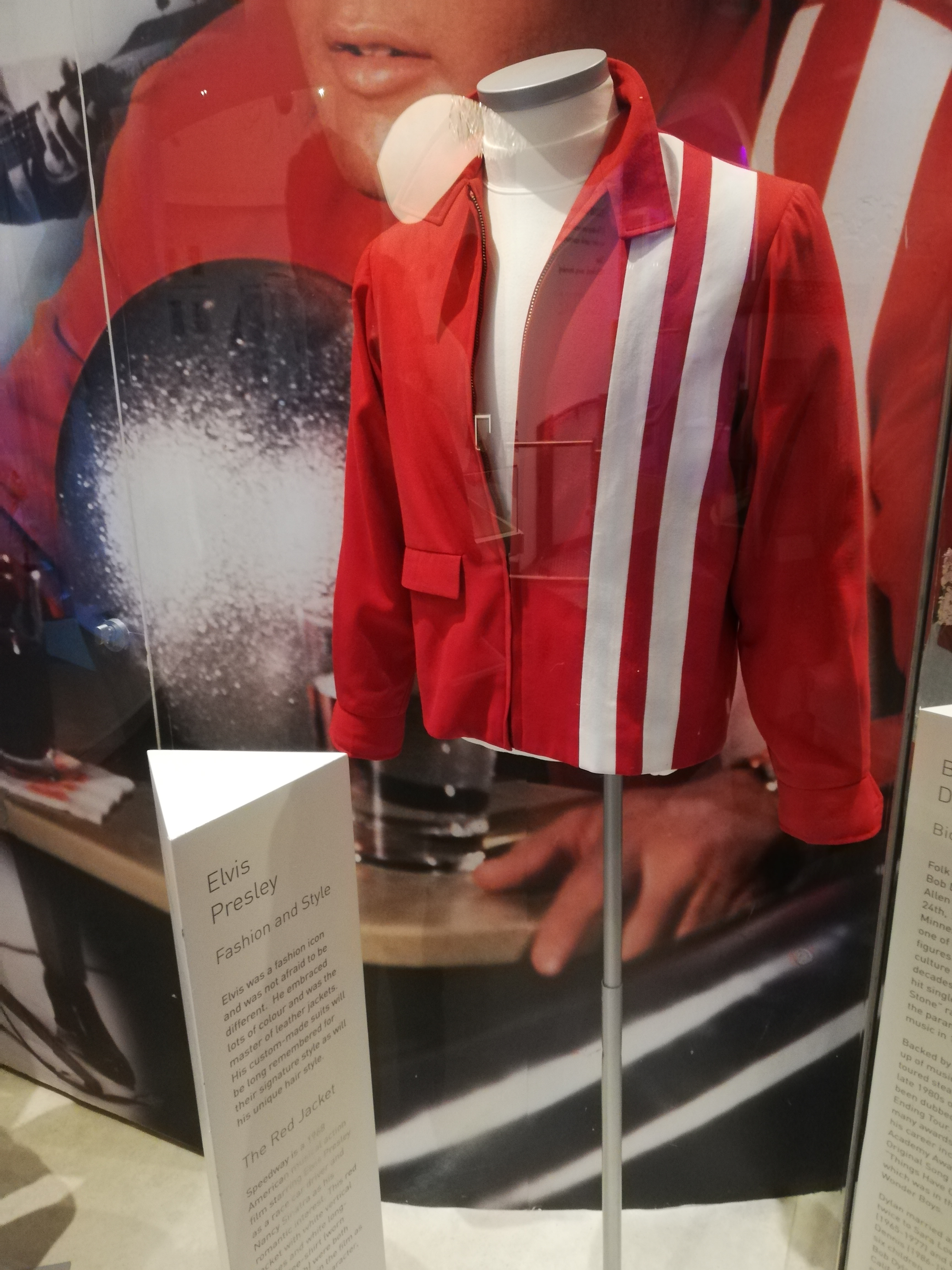
Chaqueta usada por Elvis Presley en la película

La película había sido originalmente planeada por la empresa Columbia para ser protagonizada por Sonny & Cher, pero luego de que su primera participación en el cine con Good Times cayera en la taquilla, Columbia le vendió los derechos a MGM quien readaptó el guion para que lo protagonizase Elvis. 
Por su actuación, Elvis cobró la suma de US$ 850.000 más un 50% de regalías, lo cual le supuso al artista un ingreso algo mayor que el de Stay Away, Joe, estrenada ese mismo año, superando también a esta en recaudación. 
El film comenzó a rodarse en junio de 1967.
La única guitarra que se usó durante la filmación de la cinta, fue una Fender Coronado para la coreografía de la canción "There Ain't Nothing Like A Song". 
Algunas de las escenas se filmaron en la pista de carreras del autódromo de Charlotte en Concord, Carolina del Norte e incluyó cameos de conductores automovilísticos de las formaciones en pistas del momento como Richard Petty, Buddy Baker, Cale Yarborough yTiny Lund.
Speedway constituyó la última película de Elvis en usar la fórmula de comedia musical típica de los años 60s. Sus posteriores films fueron menos musicales y con más contenido adulto, con las excepciones de las películas documentales como That's the way it is y Elvis on tour.
Le generosidad del protagonista de la película está basada en una de las características de Elvis para con su grupo de amigos y familiares a los cuales él les obsequiaba todo tipo de objetos de lujo como vehículos, joyas e incluso viviendas. 

## Banda sonora
Ver artículo principal Speedway
RCA editó entre Abril y mayo de 1968 el álbum de la banda sonora de la película, conteniendo la totalidad de temas además de algunos bonus tracks que Presley había registrado en distintas sesiones de grabación que le aportaban al álbum un matiz ligeramente diferente. Junto al álbum se editó un disco sencillo con los temas Let Yourself Go / Your time Hasn't Come Yet, Baby. El primero de los temas adquiriría suma importancia a finales de 1968, ya que se convertiría en uno de los números coreográficos del Especial televisivo de la NBC que significaría el regreso de Elvis a las actuaciones musicales en vivo, aunque aún le quedaban algunos contratos cinematográficos por cumplir.  

## Lanzamiento
Si bien la película estuvo terminada para el verano de 1967, decidieron estrenarla en las salas al año siguiente en junio de 1968 convirtiéndose en un suceso y alcanzando el puesto # 40 la lista de Variety weekly national box office, recuadando la suma de US& 2.000.000 en el mercado doméstico de Canadá.
Los adelantos publicitarios del film presentaban a Elvis Presley como el rey del rock and roll y a Nancy Sinatra como la reina del pop. 

## Recepción
La película recibió críticas mixtas. La audiencia del sitio especializado Rotten Tomatoes la calificó con un 52% de votos positivos.  El sitio de reseñas Metacritic fue apenas algo más allá y la calificó con un 53% 
Renata Adler del The New York Times escribió que Speedway era solamente otra película de Presley que mo hacía de gran uso de uno de los más talentosos, importantes y durables intérpretes de todos los tiempos. 
La música, la juventud y la forma de vestir fueron mayoritariamente cambiando por Elvis Presley 12 años atrás,desde las 26 películas que él hizo desde que cantó Heartbreak Hotel, tu nunca lo supondrías". 
Una revisión de Variety declaró  "Bajo la experta dirección para la comedia de Norman Taurog, incluso algunas de las tonterías del guión de Phillip Shuken, se las arreglan como entretenimiento, pero la historia carece de la legitimidad de las mejores actuaciones de Presley. Sin embargo, con Presley allí balanceándose con su estilo habitual y su particular estilo de ligereza, la película se considera una buena entrada". 